# Addison Rae

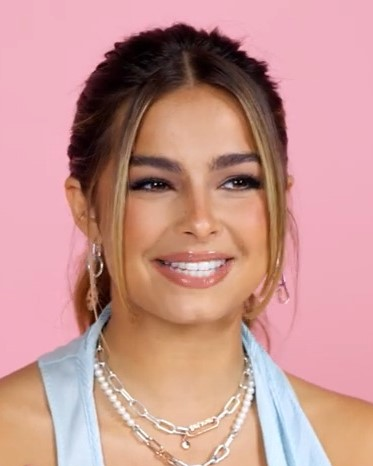
Addison Rae (2021)

Addison Rae Easterling (* 6. Oktober 2000 in Lafayette, Louisiana) ist eine US-amerikanische Influencerin, Tänzerin, Schauspielerin und Sängerin.

## Karriere und Leben
Addison Raes Eltern sind Monty Lopez und Sheri Easterling und sie hat zwei jüngere Brüder, Enzo Lopez und Lucas Lopez. Als Addison jünger war, ließen sich ihre Eltern scheiden. Im Jahr 2017 haben sie wieder geheiratet.
Ihre Eltern sind auch auf TikTok; Monty hat 5 Millionen Follower und Sheri hat 14 Millionen Follower.
Im Alter von sechs Jahren begann Addison zu tanzen und nahm immer wieder an Wettbewerben im ganzen Land teil. Bevor sie nach Los Angeles zog, um ihre TikTok-Karriere zu verfolgen, besuchte Addison kurzzeitig die Louisiana State University (LSU), wo sie im Herbst Sportberichterstattung studierte, aber ihr Studium abbrach, als sie auf TikTok bekannt wurde.
Addison trat der TikTok-Plattform im Juli 2019 bei und lud Tanzvideos zu trendigen Songs auf der Plattform hoch. Im Dezember 2019 trat sie Hype House bei, einer TikTok-Kollaborationsgruppe. In nur wenigen Monaten gewann Addison über eine Million Follower auf TikTok und beschloss im November, LSU zu verlassen. „Ich erinnere mich, wie sich die Dinge für mich veränderten“, sagte Addison im April 2020 gegenüber Business Insider. „Ich wusste, dass ich es ernster nehmen und auf andere Plattformen ausweiten wollte. Ich lud ein Video auf TikTok hoch und wurde auf Instagram sehr aktiv.“.
Addisons schneller Erfolg führte dazu, dass sie im Januar 2020 zusammen mit ihren Eltern bei der Talentagentur WME unterschrieb.
Im Juli ging Addison eine Partnerschaft mit American Eagle für die #AExME Back to School '20-Campaign ein, wobei die Marke wegen der Pandemie das erste virtuelle Fotoshooting durchführte und Addison sich selbst in ihrem Zimmer zuhause fotografieren ließ. Im selben Monat veröffentlichte Addison zusammen mit ihrer Mutter einen wöchentlichen Podcast namens Mama Knows Best, der exklusiv auf Spotify zu hören ist. Darin behandelt sie Themen aus ihrem privaten und beruflichen Leben.
Zusammen mit dem Beauty-Startup Madeby Collective gründete Addison auch ihre eigene Beauty-Linie namens Item Beauty, wo sie die Rolle des Chief Innovation Officer innehat.
Im August 2020 wurde Addison von Forbes als die bestverdienende TikTok-Persönlichkeit bezeichnet. Im März 2021 veröffentlichte sie ihre Debütsingle Obsessed.
Addison spielte die Hauptrolle in Einer wie keiner, einem Remake der Teenie-Komödie Eine wie keine aus dem Jahr 1999, das im August 2021 auf Netflix veröffentlicht wurde. Addisons Rolle wurde von der im Original von Freddie Prinze junior verkörperten Figur Zachary Siler inspiriert. Außerdem hat sie  einen Vertrag mit Netflix unterzeichnet.
Am 18. August 2023 veröffentlichte Rae ihre Debüt-EP AR, die unter anderem das Lied 2 Die 4 enthält, worauf die britische Sängerin Charli xcx als Gastmusikerin zuhören ist. Darüber hinaus befindet sich ihre Debütsingle Obsessed aus dem Jahre 2021, auf der Spotify-Version der EP.
Am 9. August 2024 erschien die Single Diet Pepsi, welche ein kommerzieller Erfolg wurde und sich unter anderem auf Rang zehn in den Britischen Singlecharts und sich auf Rang 54 in den US-amerikanischen Billboard Hot 100 platzieren konnte. Des Weiteren wurde der Song von Kritikern und Fans allgemein positiv aufgenommen. Das Lied Aquamarine folgte am 25. Oktober 2024.

## Filmografie

### Filme
- 2018: Die sagenhaften Vier (Spy Cat, Stimme)
- 2021: Einer wie keiner (He’s All That)
- 2023: Thanksgiving

## Diskografie

### Studioalben
| Jahr | Titel   | Höchstplatzierung, Gesamtwochen, AuszeichnungChartplatzierungen (Jahr, Titel, Platzierungen, Wochen, Auszeichnungen, Anmerkungen) | Höchstplatzierung, Gesamtwochen, AuszeichnungChartplatzierungen (Jahr, Titel, Platzierungen, Wochen, Auszeichnungen, Anmerkungen) | Höchstplatzierung, Gesamtwochen, AuszeichnungChartplatzierungen (Jahr, Titel, Platzierungen, Wochen, Auszeichnungen, Anmerkungen) | Höchstplatzierung, Gesamtwochen, AuszeichnungChartplatzierungen (Jahr, Titel, Platzierungen, Wochen, Auszeichnungen, Anmerkungen) | Höchstplatzierung, Gesamtwochen, AuszeichnungChartplatzierungen (Jahr, Titel, Platzierungen, Wochen, Auszeichnungen, Anmerkungen) | Anmerkungen                        |
| Jahr | Titel   | DE | AT | CH | UK | US | Anmerkungen                        |
| ---- | ------- | --- | --- | --- | --- | --- | ---------------------------------- |
| 2025 | Addison | DE25 (3 Wo.)DE | AT9 (3 Wo.)AT | CH8 (5 Wo.)CH | UK2 (7 Wo.)UK | US4 (… Wo.)US | Erstveröffentlichung: 6. Juni 2025 |

### EPs
- 2023: AR

### Singles
| Jahr | Titel Album           | Höchstplatzierung, Gesamtwochen, AuszeichnungChartplatzierungen (Jahr, Titel, Album, Platzierungen, Wochen, Auszeichnungen, Anmerkungen) | Höchstplatzierung, Gesamtwochen, AuszeichnungChartplatzierungen (Jahr, Titel, Album, Platzierungen, Wochen, Auszeichnungen, Anmerkungen) | Höchstplatzierung, Gesamtwochen, AuszeichnungChartplatzierungen (Jahr, Titel, Album, Platzierungen, Wochen, Auszeichnungen, Anmerkungen) | Anmerkungen                            |
| Jahr | Titel Album           | CH | UK | US | Anmerkungen                            |
| --- | --------------------- | --- | --- | --- | -------------------------------------- |
| 2024 | Diet Pepsi Addison    | CH65 (5 Wo.)CH | UK10 Gold · (18 Wo.)UK | US54 Platin · (20 Wo.)US | Erstveröffentlichung: 9. August 2024   |
| 2024 | Aquamarine Addison    | — | UK45 (2 Wo.)UK | — | Erstveröffentlichung: 25. Oktober 2024 |
| 2025 | High Fashion Addison  | — | UK69 (1 Wo.)UK | — | Erstveröffentlichung: 14. Februar 2025 |
| 2025 | Headphones On Addison | — | UK24 (10 Wo.)UK | US87 (1 Wo.)US | Erstveröffentlichung: 18. April 2025   |
| 2025 | Fame Is a Gun Addison | — | UK23 (… Wo.)UK | US73 (3 Wo.)US | Erstveröffentlichung: 30. Mai 2025     |
| Folgende Lieder erschienen nicht als Single, wurden aber durch das Album zum Download und Streaming bereitgestellt und konnten somit eine Platzierung erlangen: |                       | | | |                                        |
| |                       | | | |                                        |
| 2025 | New York Addison      | — | UK61 (… Wo.)UK | — | Charteinstieg: 19. Juni 2025           |

Weitere Singles
- 2021: Obsessed

## Auszeichnungen für Musikverkäufe
| Goldene Schallplatte - Australien - 2024: für die Single Diet Pepsi - Neuseeland - 2024: für die Single Diet Pepsi | Platin-Schallplatte - Brasilien - 2024: für die Single Diet Pepsi - Kanada - 2025: für die Single Diet Pepsi |

Anmerkung: Auszeichnungen in Ländern aus den Charttabellen bzw. Chartboxen sind in ebendiesen zu finden.
| Land/RegionAuszeichnungen für Musikverkäufe (Land/Region, Auszeichnungen, Verkäufe, Quellen) | Gold     | Platin     | Verkäufe  | Quellen                   |
| -------------------------------------------------------------------------------------------- | -------- | ---------- | --------- | ------------------------- |
| Australien (ARIA)                                                                            | Gold1    | —          | 35.000    | aria.com.au               |
| Brasilien (PMB)                                                                              | —        | Platin1    | 40.000    | pro-musicabr.org.br       |
| Kanada (MC)                                                                                  | —        | Platin1    | 80.000    | musiccanada.com           |
| Neuseeland (RMNZ)                                                                            | Gold1    | —          | 15.000    | aotearoamusiccharts.co.nz |
| Vereinigte Staaten (RIAA)                                                                    | —        | Platin1    | 1.000.000 | riaa.com                  |
| Vereinigtes Königreich (BPI)                                                                 | Gold1    | —          | 400.000   | bpi.co.uk                 |
| Insgesamt                                                                                    | 3× Gold3 | 3× Platin3 |           |                           |

## Auszeichnungen und Nominierungen
| Jahr | Organisation           | Kategorie                    | Resultat  | Quelle |
| ---- | ---------------------- | ---------------------------- | --------- | ------ |
| 2020 | People’s Choice Awards | The Social Star              | Nominiert | [ 21 ] |
| 2020 | Bravo Otto Awards      | YouTube / Social Media       | Nominiert | [ 22 ] |
| 2021 | Bravo Otto Awards      | YouTube / Social Media       | Nominiert | [ 23 ] |
| 2021 | Kids’ Choice Awards    | Favourite Female Social Star | Nominiert | [ 24 ] |
| 2021 | MTV Movie & TV Awards  | Breakthrough Social Star     | Nominiert | [ 25 ] |
| 2022 | Kids’ Choice Awards    | Favourite Social Music Star  | Nominiert | [ 26 ] |
| 2022 | Kids’ Choice Awards    | Favourite Female Creator     | Nominiert | [ 26 ] |